# إلويسا أبولونيا
إلويسا أبولونيا (من مواليد 26 يونيو 1969 في باريرو محافظة شطوبر) سياسية برتغالية تعمل سكرتيرًا لحزب البيئة «الخضر».
تم انتخابها لأول مرة لعضوية الجمعية الجمهورية لمقاطعة سيتوبال في عام 1995، وشغلت مقعدها في ستة انتخابات تشريعية أخرى. في عام 2019 ترشحت بدلاً من ذلك في منطقة ليريا ولم يتم انتخابها.